# Папуасский полуостров

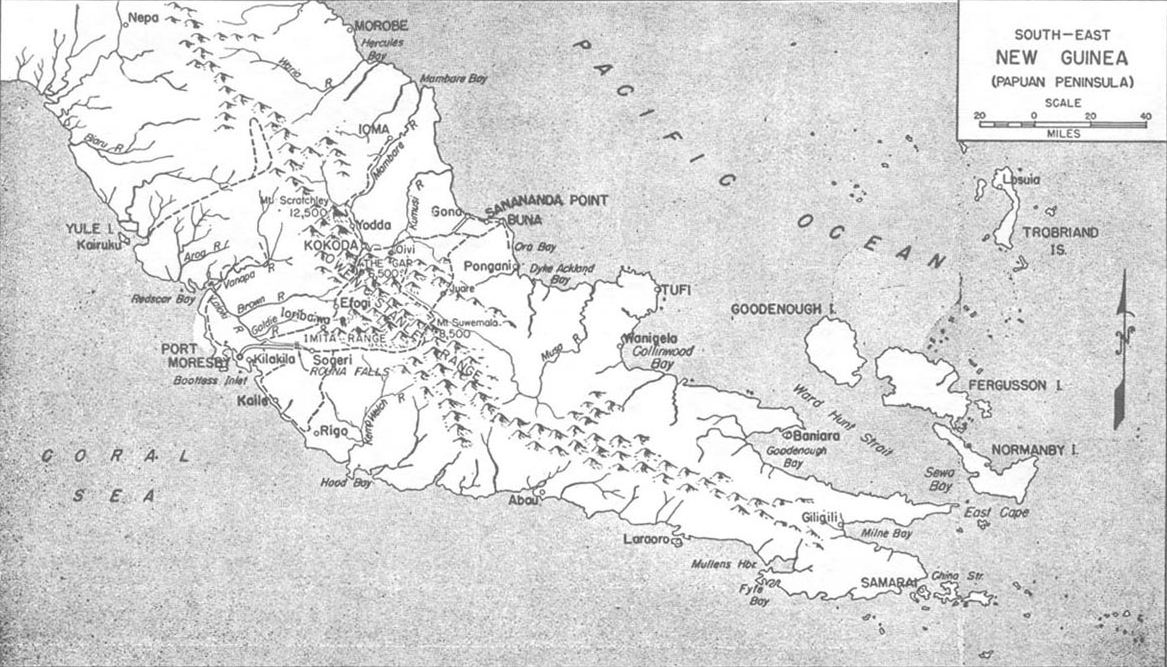

Папуасский полуостров, или Полуостров Папуа — полуостров на юго-востоке Новой Гвинеи. Составляет юго-восточную часть острова Новая Гвинея. Полуостров является восточной частью Центрального хребта и состоит, в основном, из хребта Оуэн-Стэнли с такими вершинами, как гора Виктория (4038 м) и гора Суклинг (3676 м). На южном побережье расположен Порт-Морсби, столица и самый большой город Папуа Новой-Гвинеи.
Форму острова Новой Гвинеи часто сравнивают с силуэтом райской птицы из местной фауны острова, при этом полуостров Доберай на северо-западе именуется птичьей головой (Vogelkop на нидерландском, Kepala Burung на индонезийском), а папуасский полуостров на юго-востоке — птичьим хвостом.